# رابرت والبرگ
رابرت والبرگ (انگلیسی: Robert Wahlberg؛ زادهٔ ۱۸ دسامبر ۱۹۶۷) یک هنرپیشه اهل ایالات متحده آمریکا است.
از فیلم‌ها یا برنامه‌های تلویزیونی که وی در آن نقش داشته‌است می‌توان به رفتگان، رودخانه میستیک، در برادوی و دان مک‌کی اشاره کرد.